# Ершово (Пензенская область)
Ершово — село в Белинском районе Пензенской области России, входит в состав Студенского сельсовета.

## География
Село расположено на берегу реки Ворона в 13 км на юго-запад от центра поселения села Студенка и в 36 км на запад от райцентра города Белинский.

## История
Основано в 1706 г. на одном из ответвлений Идовской дороги. Среди первопоселенцев был крепостной крестьянин Нарышкиных Иван Федорович Ершов, переведенный из моршанского с. Носянского. В 1782 г. селение показано в числе владений в Чембарском уезде графа Алексея Кирилловича Разумовского. У него в с. Благовещенском, Ершово тож, церковь Благовещения Пресвятой Богородицы и дом господский — деревянные, при доме сад с плодовыми деревьями; «базар бывает каждую неделю по воскресеньям, на который приезжают ближние сельские жители и мелочными и щепетильными товарами, хлебом и деревенскими продуктами» (РГАДА, ф. 1355, оп. 1, е. хр. 1081, л. 2 об.). В 1877 г. — волостной центр Чембарского уезда Пензенской губернии, 119 дворов, каменная Троицкая церковь (построена в 1811 г.), земская школа, больница, аптека, лавка, столярное заведение, сукновальня, поташный завод. В 1896 г. — 145 дворов, при селе усадьба Веригиной, 1 дом (38 муж. и 8 жен.). В 1911 г. — центр Ершовской волости Чембарского уезда, одно крестьянское общество, 160 дворов, в селе — имение Челищевой, церковь, земская школа, вальцовая мельница, 4 кузницы, 4 кирпичных сарая, 6 лавок.
В селе провели детство декабристы Александр и Петр Беляевы, где их отец П. Г. Беляев служил управляющим у графа Разумовского; братья Беляевы жили в Ершово и с 1856 г. после каторги и ссылки. В 1862 г. происходили аграрные волнения среди крестьян.
C 1928 г. — центр Ершовского сельсовета Поимского района Пензенского округа Средне-Волжской области. C 1939 г. — в составе Пензенской области. В 1955 г. — центр Ширяевского сельсовета Поимского района, центральная усадьба колхоза имени Хрущева. С 1959 года — в составе Белинского района. С 2010 года — в составе Студенского сельсовета.

## Население
| 1864 | 1877 | 1897 | 1911  | 1926  | 1939 | 1959 |
| ---- | ---- | ---- | ----- | ----- | ---- | ---- |
| 617  | ↗856 | ↗903 | ↗1085 | ↗1170 | ↘983 | ↘592 |
| 1979 | 1989 | 1996 | 2002  | 2010  |      |      |
| ↘331 | ↘244 | ↘207 | ↘173  | ↘123  |      |      |

## Достопримечательности
В селе расположена действующая Церковь Троицы Живоначальной (1804—1812).

## Известные люди
- Ершово — родина Героя Советского Союза, подполковника, командира стрелкового полка Петра Павловича Липачева (1904—1957), отличившегося при штурме Севастополя.